# Braz Campos Araújo
Braz Campos de Araújo (Palhoça, 3 de fevereiro de 1937 – Santo Amaro da Imperatriz, 13 de setembro de 2013) foi um historiador local. É de sua autoria a letra do hino de Santo Amaro da Imperatriz.